# Карпушенко, Владимир Валерьевич
Владимир Валерьевич Карпушенко (род. 12 декабря 1974, Будапешт, Венгрия) — российский офицер морской пехоты, участник второй чеченской войны, Герой Российской Федерации (14 февраля 2000). Полковник.

## Биография
Родился 12 декабря 1974 года в городе Будапешт — столице Венгрии. Сын офицера Южной группы советских войск.
В Вооружённых силах с 1991 года. В 1995 году окончил Дальневосточное высшее общевойсковое командное училище имени К. К. Рокоссовского. С 1995 год проходил службу в частях морской пехоты Краснознамённого Черноморского флота. Командовал взводом и ротой.
Участник боевых действий в Дагестане и в Чеченской Республике в период второй чеченской кампании с сентября 1999 года по февраля 2000 года. За это время командир разведывательной роты 810-го отдельного полка морской пехоты Краснознамённого Черноморского флота капитан Владимир Карпушенко участвовал в 60-и боевых операциях, неоднократно проявлял мужество и отвагу.
27 ноября 1999 года разведывательная группа Владимира Карпушенко попала в засаду боевиков. Был тяжело ранен один из матросов. Рискуя своей жизнью, офицер вынес подчинённого в безопасное место, где оказал ему медицинскую помощь. Затем продолжил бой. На базу разведчики вернулись с одним раненым.
После гибели 13-и морских пехотинцев лейтенанта Ю. Г. Курягина 31 декабря 1999 года на высоте под селом Харачой, Владимиру Карпушенко было поручено выявить местонахождение бандформирования, сделавшего это. После двухдневного рейда 2 января 2000 года разведывательной группе удалось обнаружить банду, которая занималась созданием новых укрепленных позиций. При ведении разведки офицер обнаружил, что бандиты трудятся по распорядку, уезжая в ближайшее село для приёма пищи. Во время одной из таких отлучек Карпушенко скрытно занял оставленные позиции со своими разведчиками. В момент возвращения боевиков они были уничтожены внезапным автоматно-пулемётным огнём в упор. Затем на этой же позиции группа отбила атаки спешно прибывших к месту боя других бандгрупп.
6 января 2000 года, действуя во главе разведывательного дозора в составе восьми человек капитан Владимир Карпушенко обнаружил опорный пункт боевиков численностью до 40 человек, контролирующих дорогу между населёнными пунктами Карачой и Дыш-Ведено. Карпушенко передал разведданные командиру батальона и получил приказ — одновременно с наступлением главных сил батальона ударить по боевикам с тыла. Атака морских пехотинцев Карпушенко с тыла вызвала среди боевиков панику и обеспечила успех действий батальона. В самом начале боя капитан Карпушенко был ранен в бедро, но оставался в строю и руководил действиями своих подчиненных до победного завершения боя. В этом бою лично уничтожил пулемётный расчёт и двоих боевиков. Были захвачены миномёт и переносной зенитный ракетный комплекс, 15 автоматов, на поле боя найдены трупы восьми боевиков.
За мужество и героизм, проявленные в ходе контртеррористической операции в Северо-Кавказском регионе, Указом Президента Российской Федерации № 679 от 14 апреля 2000 года капитану Карпушенко Владимиру Валерьевичу присвоено звание Героя Российской Федерации с вручением медали «Золотая Звезда».
Продолжает службу в морской пехоте. В 2004 году окончил Общевойсковую академию Вооружённых сил. Несколько лет командовал десантно-штурмовым батальоном морской пехоты Черноморского флота России, был заместителем командира 810-й отдельной бригады морской пехоты Черноморского флота России, с 2015 года — начальник факультета береговых ракетно-артиллерийских войск и специальной подготовки Черноморского высшего военно-морского училища имени П. С. Нахимова. Воинское звание — полковник.
Награждён орденом Мужества (25 января 2000), медалями.
Во время российской аннексии Крыма принимал в участие в переговорах о сдаче оружия украинскими морскими пехотинцами, блокированными в Феодосии.
Автор альманаха «Искусство войны» Андрей Рыбаков утверждает, что видел Владимира Карпушенко 3 марта 2014 года в Перевальном в составе вооружённых формирований, позиционируемых как «Силы самообороны Крыма» (предположительно 810-й отдельной бригады морской пехоты, дислоцированной под Севастополем).